# 宵宫
宵宫是米哈游开发的电子游戏《原神》中的虚构人物，角色於遊戲2021年更新的2.0版本「不動鳴神，泡影斷滅」中登場。她是游戲中虛構國家稻妻中長野原烟花店的店主，是一位才華橫溢的烟花匠。角色的中文配音為金娜，日文配音為植田佳奈，英文配音為珍妮·橫堀，韓文配音為朴信姬。

## 創作與設計

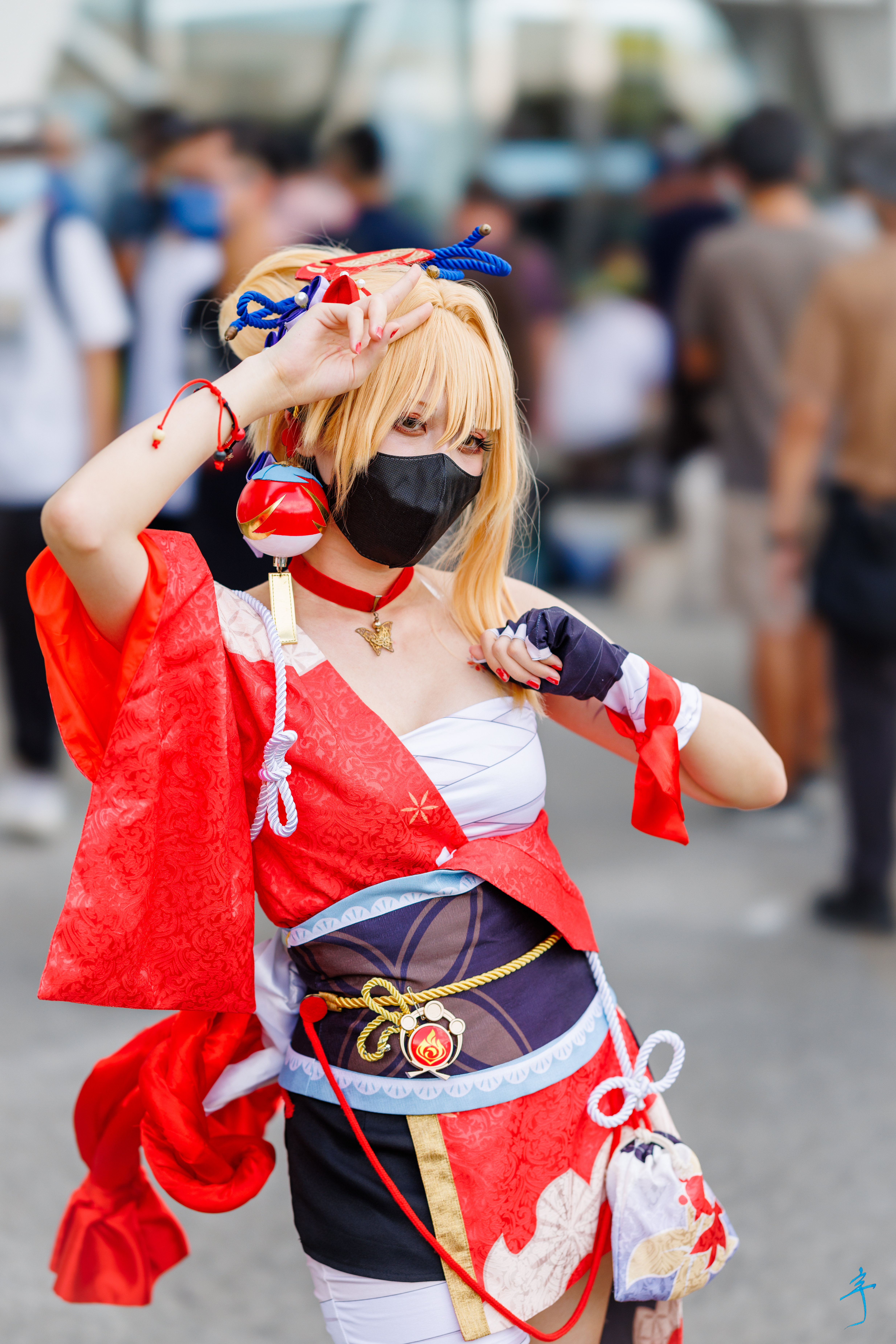
宵宮的角色扮演者

### 角色宣傳
與以往的角色不同的是，《原神》似乎從未在之前的版本内的劇情與活動内提起該角色。在2021年6月7日，原神在各大社交媒體的官方媒體内發佈了有關新角色的内容，在2.0版本更新之後，宵宮作爲稻妻版本的主綫的重要角色登場，并且玩家必須將神里绫華與宵宮的傳説任務完成之後方可繼續推進主綫劇情，之後宵宮在2.0版本的第二階段祈願中正式上綫供玩家抽取。

### 角色故事
宵宮全名「長野原宵宮」，是「長野原煙花店」的店長，被譽為「夏祭的女王」。是長野原龍之介之女。熱情開朗，喜歡與小孩子玩。她認為「煙花易逝，人情長存」，在轉瞬即逝的煙花中，人們得以留下美好的回憶，這也是她的人生信條。
在主線劇情第二章·第一幕「不動鳴神，泡影斷滅」中，宵宮把正勝師傅製作的假神之眼給半四郎並讓他躲過了眼狩令，隨後與旅行者一起前往「町奉行所」救援製作假神之眼的正勝師傅。在「町奉行所」裏看到正在對正勝師傅動私刑的守衛被九條裟羅禁止。宵宮用煙花吸引了守衛們，上前營救正勝師傅，被九條裟羅發現但是並默許她的行為。後與旅行者分離開，之後帶著正勝師傅去求醫。

### 角色配音
宵宮的中文配音演員金娜在參加原神錄製的節目説到，她當時拿到宵宮這個角色臺本的第一感受就是“兩個多”，一個是話很多，第二個就是宵宮認識的人真的很多，跟很多的人的關係都很好，并且還認爲宵宮是一個很細膩的人。

## 角色评价
宵宫作为火属性角色，她的蓄力攻击、元素战技和元素爆发都可以打出火元素伤害，其中，元素爆发还能打出爆炸伤害。游戏剧情中，因为她能帮忙解决很多麻烦，稻妻的孩子们称她为“英雄姐姐”。从操控角色方面来看，不少玩家都认为她的范围伤害并不出色，而且尽管她在攻击大型怪物时能打出满意的伤害，但是对待小型怪物（如史莱姆）时，却因命中率太低而遭到吐槽。

## 外界影響
宵宮在中國官方媒體央視網在2021年12月29日發布的視頻中出現在其中的約4:09處，另外一位出現在該視頻的原神角色是溫迪。

## 備註
1. ↑  稻妻的一家烟花店，提供訂做的烟花以及為祭典製作烟花，也會經由北斗出口到璃月

## 外部連結
- bilibili上的《原神》宵宫角色PV——「鸣神岛夏天的象征」
- bilibili上的《原神》角色演示-「宵宫：真夏飞焰」
- bilibili上的《原神》拾枝杂谈-「宵宫：焰硝火语」